# بلاي بوي إندونيسيا
بلاي بوي إندونيسيا هي امتياز لمجلة بلاي بوي في إندونيسيا. نُشرت المجلة لأول مرة في أبريل 2006. تنشرها شركة فيلفيت سيلفر ميديا ويحررها إروين أرنادا. تتميز هذه النسخة من المجلة بغياب العري التام وكونها أول مجلة بلاي بوي تُنشر في دولة ذات أغلبية مسلمة منذ توقف النسخة التركية في منتصف التسعينيات.
على الرغم من تهيئة المجلة لتتناسب مع الحساسيات المحلية المحافظة، مع عارضات يرتدين ملابس كاملة ومقالات مثل مقابلة مع الكاتب المنشق برامويديا أنانتا توير، إلا أن العدد الأول في 6 أبريل 2006 أثار جدلاً كبيرًا. نظمت جماعات إسلامية مثل مجلس المجاهدين الإندونيسي (MMI) وجبهة المدافعين الإسلاميين (FPI) احتجاجات كبيرة وتحديات قانونية ضد المجلة. تسبب أحد الاحتجاجات العنيفة في جاكرتا في طرد شركة فيلفيت سيلفر ميديا بواسطة مالك مبنى أسايش آتشيه للأسمدة، حيث كان يقع مكتب بلاي بوي.
بعد ذلك، نقلت المجلة مقرها الرئيسي إلى بالي، التي تتمتع بأغلبية هندوسية وأقل تقييدًا من جاكرتا ذات الحكم الإسلامي، وأصدرت عددها الثاني في يونيو 2006. لم يحمل العدد الثاني أي إعلانات. طُبعت حوالي 100,000 نسخة من كل عدد وبيعت جميعها. عاد كبار المعلنين للعدد الثالث في يوليو.
نتيجة التحديات القانونية، حققت الشرطة في جاكرتا مع عارضتي الأزياء أندهارا إيرلي وكارتيكا غونавان، اللتين ظهرتا في العدد الأول، وأعلنتا مشتبهتين لانتهاكهما قواعد الحشمة. كما استُجوب رئيس تحرير المجلة، إروين أرنادا. وجهت إليه تهمة انتهاك أحكام الحشمة في القانون الجنائي، لكنه بُرئ في العام التالي. ومع ذلك، بحلول عام 2010، عاد إلى السجن بسبب نشر صور (غير عارية).
في 24 يونيو 2011، أُطلق سراح أرنادا بعد استئناف ناجح أمام المحكمة العليا. أشاد محاميه بالإفراج عنه كانتصار لحرية الصحافة في هذا البلد ذي الأغلبية المسلمة 
أبرز الجدل المحيط ببلاي بوي في إندونيسيا قضية تشريعات الإباحية التي عارضتها ناشطات إندونيسيات بارزات، بما في ذلك كامالا تشاندراكيرانا، رئيسة اللجنة الوطنية لمناهضة العنف ضد المرأة، التي تحدثت علنًا دعمًا لبلاي بوي إندونيسيا.
في افتتاحية عدد يونيو، كتب أرنادا: "غياب الاحتكار المتزايد لمجموعة من القيم والآراء في بلدنا الحبيب هو في النهاية هدفنا الأسمى. نحن نؤمن أن هذا هو أيضًا هدفنا جميعًا الذين نعيش بالعقل ونريد أن نفهم معنى الديمقراطية والمجتمع التعددي."